# Ann Jansson (gångare)
Ann Jansson (även "Anne", gift Brattström), född 1 juli 1958,, är en svensk friidrottare med gång som huvudgren. Jansson är mångfaldig svensk mästare och Världsrekordhållare i gång.

## Meriter
Ann Jansson har tävlat för Mälarhöjdens IK,) senare flyttade Jansson till Sala där hon gick med i idrottsföreningen IFK Sala. Därefter flyttade Ann till Brunflo och gick med i idrottsföreningen Brunflo IF. Hon tävlade främst i gång 5 km, men även i distanser 3 km, 10 km och 20 km.
1976 deltog Jansson som junior i sin första internationella tävling Nordiska inomhusmästerskapen i gång (Nordic Indoor Race Walking Championships) 15 februari i Östersund där hon tog silverplats i gång 3 km. 
1978 tilldelades Ann Sala Allehandas sportutmärkelse "Silverskölden", hon tilldelades utmärkelsen även 1979.
1979 satt Jansson sitt första svenska rekord vid tävlingar 6 juli i Östersund där hon vann i gång 3 km med tiden 13.39,4 minuter. Senare samma år deltog hon vid Nordiska mästerskapet i gång i Härnösand där hon tog silverplats i gång 3 km (bana). Jansson blev sedan nordisk mästare i gång 5 km 1981, 1985, 1987 och i gång 10 km 1983, 1985.
1981 vann Jansson i gång 10 km med tiden 47:58.2 min vid tävlingar i Falkenberg den 17 oktober. Segertiden blev det första officiella världsrekord i grenen. Senare samma år deltog Jansson vid VM i gång (IAAF Race Walking World Cup) 3-4 oktober i spanska Valencia där hon tog silvermedalj i lag (med Siv Gustavsson och Ann-Marie Larsson i gång 20 km. Under året tilldelades Jansson Svenska Gång- och Vandrarförbundets hederstecken och utnämndes till ”Årets idrottare” i region Jämtland-Härjedalen.
1985 deltog Jansson vid sitt första inomhus VM i friidrott i Paris där hon slutade på en femte plats i gång 3 km.
1986 deltog Jansson vid EM i friidrott (det första internationella mästerskapet för damer) i tyska Stuttgart där hon tog silverplats i gång 10 km (före Siv Karlström/ Siv Vera-Ibáñez).
1987 deltog Jansson vid inomhus VM i friidrott (det första ordinarie inomhusmästerskapet) i amerikanska Indianapolis där hon tog en sjätte plats. i gång 3 km. Vid inomhusEM i friidrott i ungerska Budapest 1988 tog hon en sjunde plats i gång 3 km.
Under sin aktiva tid vann Jansson totalt 33 SM-medaljer med 20 guld,) 8 silver och 5 brons och satt svensk rekord i gång 3 km (bana), 5 km (bana och väg), 10 km (bana och väg), 15 km (bana), 20 km (bana och väg) samt 1 engelsk mil (bana) och gång 1 timme. Segertider på bana 15 km och 20 km blev även Europarekord.